# Benedicto Fresco
Benedicto Fresco (Salta, 1809-1883) fue un comerciante y político argentino que ejerció como gobernador de la provincia de Salta entre 1876 y 1877.

## Trayectoria
Vinculado al médico Cleto Aguirre, que en 1864 asumió el gobierno de la provincia, estuvo al frente de la intendencia de Salta desde febrero de 1866 a febrero de 1867. Después fue diputado provincial, e integró la comisión reunida por el gobernador Benjamín Zorrilla para la redacción del Código Rural de la Provincia. En 1875 fue vicepresidente de la Convención Constituyente provincial.
Ese mismo año de 1875 formó parte del Senado de la provincia, que había sido creado con la reforma de la Constitución, por los departamentos de Chicoana y Cafayate. Fue nombrado presidente del Senado.
Cuando el gobernador Miguel Aráoz renunció, en diciembre de 1876, Fresco debió completar su mandato como gobernador interino de la provincia. Su ministro general de gobierno fue Pío Tedín. Tras la realización de elecciones, entregó el gobierno a su sucesor Juan Solá en julio de 1877, reincorporándose como presidente al Senado.
Tras la creación del Concejo Deliberante de la ciudad de Salta, creado por la Ley Orgánica de Municipalidades sancionada en noviembre de 1877, fue el primer presidente del cuerpo. Entre 1879 y 1881 fue ministro de Hacienda del gobernador Moisés Oliva.
Falleció en la ciudad de Salta en 1883.